# Fantastic Factory
Fantastic Factory va ser una productora de pel·lícules espanyola que es va especialitzar en el cinema de terror i fantàstic rodat en anglès. Va ser creada el 2001 per l'empresa Filmax i va desaparèixer el maig de 2007. Durant aquest temps va produir un total de nou pel·lícules.
Fantastic Factory estava dirigida pel productor Julio Fernández Rodríguez (Manolito Gafotas o Els sense nom) i pel director Brian Yuzna, qui va dirigir bona part de la producció de Fantastic Factory.

## Pel·lícules produïdes
| Any  | Títol                          | Director          | Repartiment | IMDb    |
| ---- | ------------------------------ | ----------------- | --- | ------- |
| 2000 | Faust: La revenja és a la sang | Brian Yuzna       | Mark Frost, Isabel Brook, Andrew Divoff, Jeffrey Combs, Mónica Van Campen, Fermí Reixach, Junix Inocian, Marc Martínez, Francisco Maestre, Ronny Svensson i Jennifer Rope        | 0223268 |
| 2001 | Arachnid                       | Jack Sholder      | Chris Potter, Neus Asensi, José Sancho, Alex Reid, Ravil Isyanov, Luis Lorenzo, Rocqueford Allen, Robert Gabriel, Jesús Cabrero i Héctor Chuquín                                 | 0271972 |
| 2001 | Dagon                          | Stuart Gordon     | Ezra Godden, Raquel Meroño, Paco Rabal, Macarena Gómez, Brendan Price, Birgit Bofarull, Javier Sandoval, Uxía Blanco, Víctor Barreira, Ferrán Laoz, Alfredo Villa i José Lifante | 0264508 |
| 2002 | Darkness                       | Jaume Balagueró   | Anna Paquin, Lena Olin, Iain Glen, Giancarlo Giannini, Fele Martínez, Fermí Reixach i Stephan Enquist                                                                            | 0273517 |
| 2003 | Romasanta                      | Paco Plaza        | Julián Sands, Elsa Pataky, John Sharian, Gary Piquer, David Gant, Maru Valdivielso, Laura Mañá, Luna Mcgill, Carlos Reig, Reg Wilson i Ivana Baquero                             | 0374180 |
| 2003 | Beyond Re-Animator             | Brian Yuzna       | Jeffrey Combs, Jason Barry, Elsa Pataky, Enrique Arce, Nico Baixas, Lolo Herrero, Raquel Gribler, Simón Andreu, Santiago Segura i Bárbara Elorrieta                              | 0222812 |
| 2004 | Rottweiler                     | Brian Yuzna       | William Miller, Irene Montalà, Paulina Gálvez, Paul Naschy, Bárbara Elorrieta, Lolo Herrero i Lluís Homar                                                                        | 0371920 |
| 2005 | La monja                       | Luis de la Madrid | Anita Briem, Belén Blanco, Cristina Piaget, Manu Fullola, Alistair Freeland, Teté Delgado, Oriana Bonet, Paulina Gálvez, Natalia Dicenta i Lola Marcelli                         | 0371853 |
| 2006 | Sota l'aigua tranquil·la       | Brian Yuzna       | Michael Mckell, Charlotte Salt, Raquel Meroño, Patrick Gordon, Pilar Soto, Josep Maria Pou, Manuel Manquiña, Diana Peñalver i David Meca                                         | 0371572 |